# Dean et Dan Caten
Dean et Dan Caten, de leur vrai nom Catenacci, sont des frères jumeaux originaires de Toronto, au Canada, créateurs et directeurs artistiques de la maison de couture Dsquared².

## Biographie
Dean et Dan sont les fils jumeaux d'un immigré italien, derniers nés d'une famille de neuf enfants. Ils sont élevés dans un quartier nord de Toronto.

### Carrière

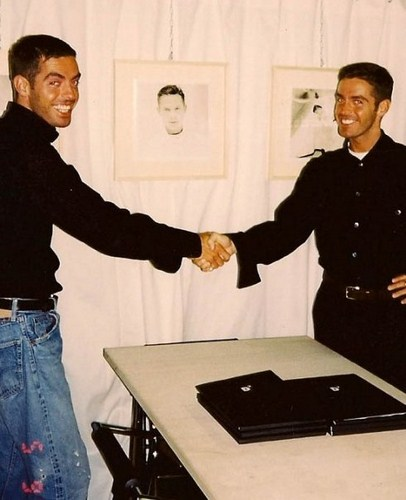
Début de carrière en 1994.

Dean et Dan Caten fondent Dsquared² en 1994 à Milan. Il ne s'agit alors que d'une gamme masculine.
En 2000, ils créent les vêtements de Madonna dans le clip de sa chanson Don't Tell Me. De même, ils créent en 2002 ses tenues de cow-boy pour sa tournée Drowned World Tour. L'année suivante, ils s'associent à une autre tournée, le Stripped World Tour de Christina Aguilera. Cette dernière est également choisie par les créateurs pour défiler pour la collection homme printemps/été 2005.
En 2003, ils lancent une ligne féminine. Pour l'occasion, ils organisent un événement avec les mannequins Naomi Campbell, Eva Herzigova, Karolina Kurkova et Fernanda Tavares (en).
En 2009, l'entreprise de cosmétiques M·A·C utilise la marque Dsquared² pour la diffusion d'une série limitée de produits de maquillage,.
Ils se sont fait connaître dernièrement en ayant conçu tous les costumes de la tournée mondiale de Britney Spears, The Circus Tour ainsi que ceux de Bill Kaulitz, chanteur du groupe allemand Tokio Hotel pour leur tournée mondiale Welcome to Humanoid City Tour en 2010.
En 2013, ils sont employés par Beyoncé lors de sa tournée The Mrs. Carter Show World Tour afin de dessiner plusieurs de ses tenues de scène. Le chanteur Michael Bublé porte également une tenue Dsquared² sur la pochette de son album To Be Loved.
Depuis 2013, ils sont propriétaires de leur propre restaurant à Milan, Ceresio 7. Les employés portent des uniformes spécialement créés par Dean et Dan Caten.

### Récompenses
En 2014, ils reçoivent les prix « International Canadian Designer of the Year » et « Outstanding Achievement accolades for creating a globally successful fashion label » lors de la première édition de la cérémonie des Canadian Arts & Fashion Awards.